# Malcolm Finlay
Malcolm Finlay, né en 1919, à South Shields, en Angleterre et décédé en novembre 2007, est un ancien joueur britannique de basket-ball.